# 오스카르 몬텔리우스

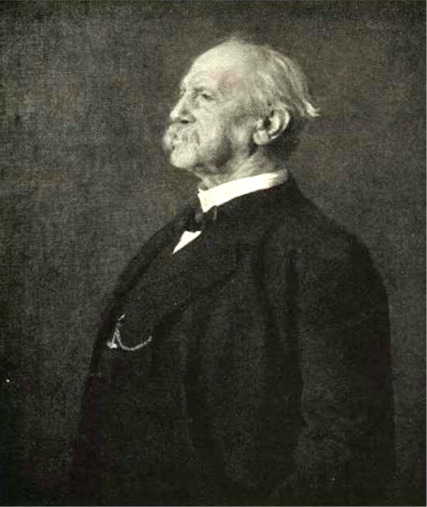

오스카르 몬텔리우스(Oscar Montelius, 1843년 9월 9일 ~ 1921년 11월 4일)는 스웨덴의 고고학자이다. 상대적인 연대 날짜 표기법인 순차배열(seriation)의 개념을 재정립했다.
1843년 9월 9일 스톡홀름에서 태어났다. 1921년 11월 4일 스톡홀름에서 78세의 나이로 사망했다.

## 수상
- 푸르 르 메리트 (1898년)